# Octyl methoxycinnamat
Octyl methoxycinnamate hoặc ethylhexyl methoxycinnamate (INCI) hoặc octinoxate (USAN), tên thương mại là Eusolex 2292 và Uvinul MC80, là một hợp chất hữu cơ và là thành phần trong một số kem chống nắng và dưỡng môi. Nó là một este được hình thành từ axit methoxycinnamic và (RS) -2-ethylhexanol. Đó là một chất lỏng trong mà không hòa tan trong nước.
Việc sử dụng chủ yếu của nó là kem chống nắng và mỹ phẩm khác để hấp thụ tia UV từ ánh nắng mặt trời, bảo vệ da khỏi bị thương. Nó cũng được sử dụng để giảm sẹo.

## Ứng dụng
Thường được sử dụng như là một thành phần hoạt chất trong kem chống nắng kết hợp với oxybenzone và oxit titan để sử dụng trong việc bảo vệ chống tia UV.

## Nghiên cứu độ an toàn
Một nghiên cứu thực hiện vào năm 2000 đã làm tăng mối quan tâm về an toàn khi sử dụng octyl methoxycinnamate bằng cách biểu hiện độc tính đối với các tế bào chuột ở nồng độ thấp hơn mức bình thường trong kem chống nắng. Tuy nhiên, một nghiên cứu khác kết luận rằng octyl methoxycinnamate và các chất chống nắng khác không xâm nhập vào da với một lượng nồng độ đủ để gây ra bất kỳ độc tính đáng kể nào đối với keratinocytes bên dưới. Các phản ứng estrogen và thần kinh được ghi nhận ở động vật thí nghiệm ở nồng độ gần với những người có kinh nghiệm sử dụng kem chống nắng và cũng được in vitro. Octyl methoxycinnamate nhạy cảm với ánh sáng và với sự giảm hiệu quả hấp thụ tia cực tím khi tiếp xúc với ánh sáng. Điều này tạo ra sự hình thành Z-octyl-p-methoxycinnamate từ E-octyl-p-methoxycinnamate. Ngược lại, OMC không cho thấy sự xuống cấp khi được giữ trong bóng tối trong một thời gian dài.
Một nghiên cứu được thực hiện năm 2017 bởi Trung tâm nghiên cứu các hợp chất độc hại trong môi trường tại Đại học Masaryk, Cộng hòa Séc, chỉ ra rằng octyl methoxycinnamate (EHMC) có thể làm hỏng DNA của tế bào người. Khi tiếp xúc với tia mặt trời, sự sắp xếp không gian của các phân tử của nó thay đổi và quá trình đồng phân xảy ra. Mặc dù cho đến nay vẫn chưa có thay đổi về EHMC, nhưng các nhà nghiên cứu của Đại học Massaryk đã tập trung vào các đồng phân của nó và phát hiện ra rằng nó có ảnh hưởng độc hại đáng kể trong điều kiện phòng thí nghiệm. Nó có nghĩa là nó có thể gây tổn thương DNA của con người và gây ra các đột biến gen gây ra các nguy cơ sức khoẻ nghiêm trọng.

## Stereochemistry
Octinoxate chứa một stereocenter và một liên kết kép. Nó có các đồng phân lập thể sau:
| Enantiomere von Octinoxat | Enantiomere von Octinoxat | Enantiomere von Octinoxat |
| ------------------------- | ------------------------- | ------------------------- |
|                           | (R)-hình thành            | (S)-hình thành            |
| (E)-hình thành            |                           |                           |
| (Z)-hình thành            |                           |                           |